# Laurențiu de Transilvania
Laurențiu de Transilvania (n. anii 1200 – d. 1265) a fost voievod al Transilvaniei între 1242 și 1252.